# Ratari (Smederevska Palanka)
Ratari (serbocroata cirílico: Ратари) es un pueblo de Serbia perteneciente al municipio de Smederevska Palanka en el distrito de Podunavlje del centro del país.
En 2011 tenía 1773 habitantes. Casi todos los habitantes son étnicamente serbios.
Se conoce la existencia del pueblo desde principios del siglo XIX, cuando los censos de 1818-1822 lo mencionan como un lugar con medio centenar de casas. Se desarrolló a lo largo del siglo XIX mediante la inclusión en su estructura urbana de numerosas casas de campo dispersas por los alrededores, y todavía actualmente es un pueblo en cuyas calles se mezclan las viviendas con las huertas.
Se ubica unos 10 km al oeste de la capital municipal Smederevska Palanka.